# Médaille Buys-Ballot
La médaille Buys-Ballot est un prix décerné par l'Académie royale néerlandaise des arts et des sciences (KNAW). Il a été fondé en 1888 en l'honneur du météorologiste Christoph Buys Ballot. Le prix est décerné à peu près une fois par décennie à une personne ayant fait une contribution significative à la météorologie.

## Les lauréats
La liste des lauréats depuis 1888 :
- 1893 Julius von Hann, Autriche
- 1903 Richard Assmann et Arthur Berson, Allemagne
- 1913 Hugo Hergesell, Allemagne
- 1923 Sir Napier Shaw, Royaume-Uni
- 1933 Wilhelm Bjerknes, Norvège
- 1948 Sverre Petterssen, Norvège
- 1953 Gustav Swoboda, République tchèque
- 1963 Erik Palmén, Finlande
- 1973 Joseph Smagorinsky, États-Unis
- 1982 Aksel C. Wiin-Nielsen, Danemark
- 1995 Veerabhadran Ramanathan, États-Unis
- 2004 Edward Lorenz, États-Unis
- 2014 Brian Hoskins, Royaume-Uni
- 2023 Sandrine Bony, France

## Source
- (nl) Cet article est partiellement ou en totalité issu de l’article de Wikipédia en néerlandais intitulé « Buys Ballotmedaille » (voir la liste des auteurs).